# آرادارو
آراداروها فراورده‌های آرایشی با ویژگی‌های دارویی اند. این نام مصوب فرهنگستان زبان و ادب فارسی است و آمیزه‌ای است از آرایش و دارو.